# Christi Himmelfahrt (Arnstadt)

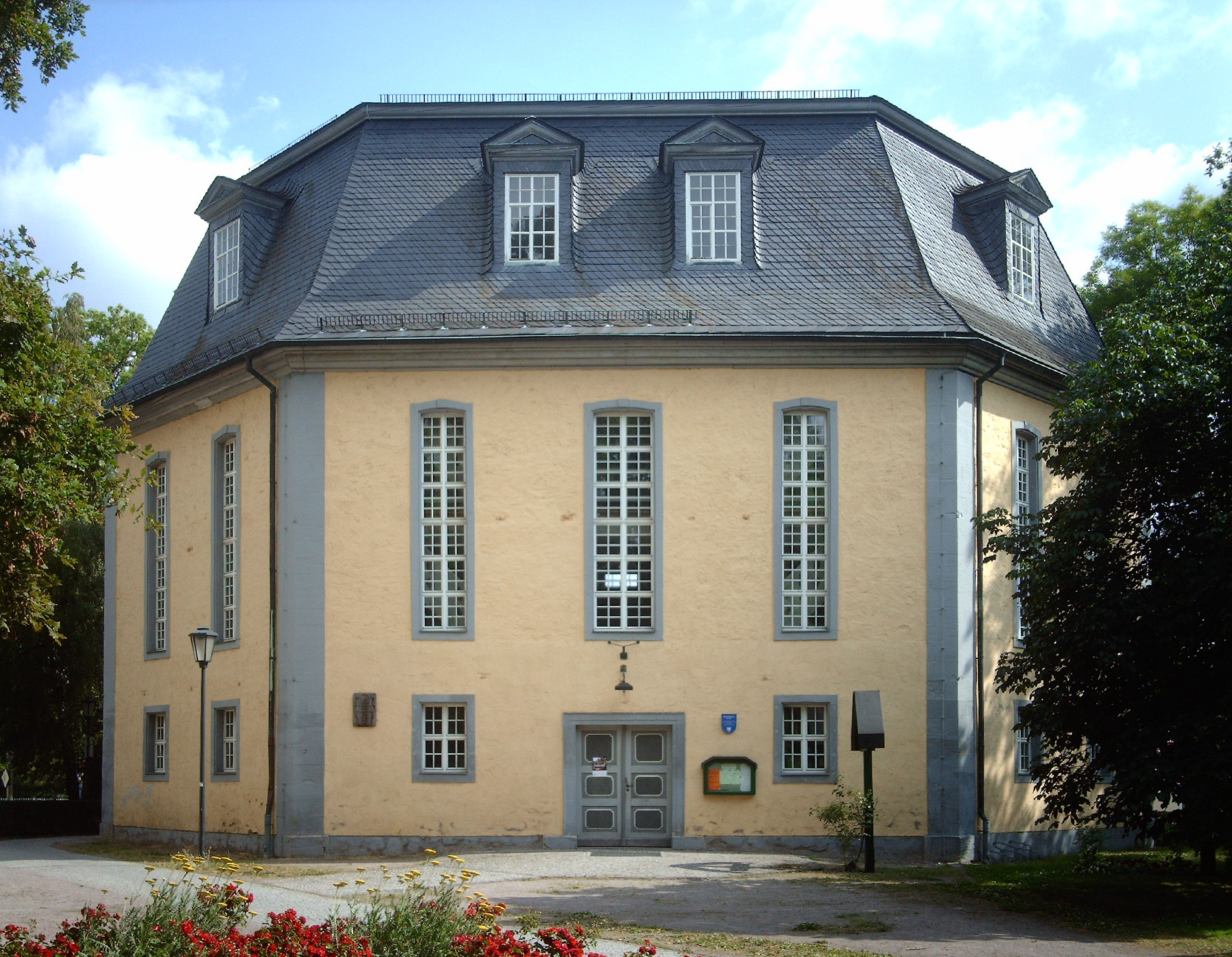
Die katholische Pfarrkirche Christi Himmelfahrt in Arnstadt

Die römisch-katholische Pfarrkirche Christi Himmelfahrt steht in Arnstadt im thüringischen Ilm-Kreis. Sie ist die Pfarrkirche der Pfarrei St. Elisabeth Arnstadt im Dekanat Weimar des Bistums Erfurt. Sie trägt das Patrozinium Christi Himmelfahrt.

## Geschichte
Bereits 1649 spendete Stadtkämmerer Rottenbach den ersten Betrag zum Bau der Himmelfahrtskirche, damals als protestantische Gottesackerkirche, allerdings wurde der Grundstein erst am  29. Juli 1738 gelegt. Am Himmelfahrtstag, den 23. Mai 1743, wurde die Kirche ihrer Bestimmung übergeben. In den folgenden Jahren wurden einige wichtige Persönlichkeiten der Stadt in ihr beigesetzt. In den Kriegsjahren 1812/13 diente sie als Magazin und Lazarett. Nach Renovierungsarbeiten wurde die Kirche am Himmelfahrtstag 1831 neu eingeweiht. Am 9. Juli 1842 beantragte das Bischöfliche Geistliche Gericht zu Erfurt die Mitnutzung durch die römisch-katholische Gemeinde, der am 30. August 1842 stattgegeben wurde. Den ersten römisch-katholischen Gottesdienst feierte die Gemeinde am 6. November 1842 zusammen mit Pfr. Hucke aus Erfurt. 1847/48 durften die Anhänger des romkritischen Deutschkatholizismus die Kirche mitnutzen, woraufhin die römisch-katholische Gemeinde die Gottesackerkirche zeitweilig nicht mehr nutzte. 
Der seit 1537 bestehende Friedhof um die Kirche wurde ab dem 16. August 1894 aufgelassen. Ab 1924 wurde er in eine Parkanlage umgewandelt, einige Grabsteine wurden in der Kirche wieder aufgestellt. Im Februar 1945 wurde die Kirche bei einem Luftangriff auf Arnstadt stark beschädigt, erst ab 1950 konnte sie wieder genutzt werden. In den folgenden Jahren nutzte die römisch-katholische Gemeinde die Kirche wieder häufiger. Seit dem 26. Juni 1952 steht die Kirche unter Denkmalschutz. 1969 fanden Reparaturen an der Kirche statt.
Am 26. Oktober 1972 begannen unter Weihbischof Hugo Aufderbeck Kaufverhandlungen mit der evangelischen Kirche, die am 1. November 1973 abgeschlossen wurden. Seit Januar 1974 ist die römisch-katholische Gemeinde Eigentümerin der Kirche. Unter Hans Forner, dem Architekten des Bischöflichen Bauamtes Erfurt, wurde die Kirche in den folgenden Jahren saniert und umgestaltet, unter anderem wurden die Grabsteine entfernt und zum Teil im Lapidarium beim Schlossmuseum wieder aufgestellt. Schließlich wurde durch Bischof Joachim Wanke die Kirche am 10. Mai 1987 mit dem Patrozinium Christi Himmelfahrt geweiht.

## Orgel

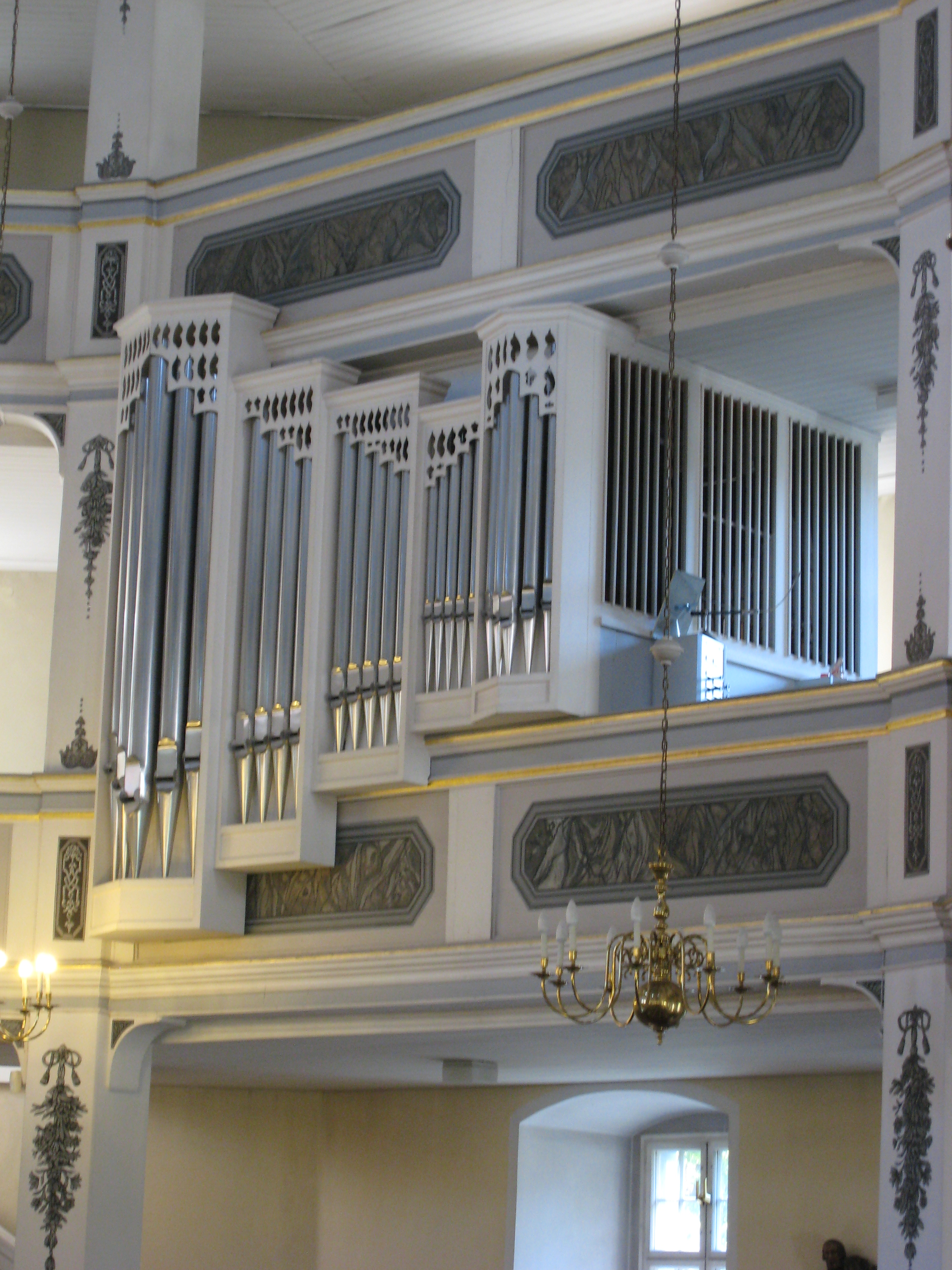
Schönefeld-Orgel

Ab ca. 1842 gab es in der Kirche eine Orgel, die aus der katholischen St.-Günther-Kapelle stammte und durch die Katholiken transferiert worden war. Die heutige Orgel mit 18 Registern, auf zwei Manualen und Pedal wurde 1987 von Orgelbau Schönefeld erbaut. Register- und Tontraktur sind mechanisch. Die Disposition lautet wie folgt:
| I Hauptwerk C–g3 |    |
| Koppelflöte      | 8′ |
| Prinzipal        | 4′ |
| Gemshorn         | 4′ |
| Oktave           | 2′ |
| Waldflöte        | 2′ |
| Mixtur V         |    |

| II Solowerk C–g3 |    |
| Holzgedackt      | 8′ |
| Rohrflöte        | 4′ |
| Prinzipal        | 2′ |
| Sifflöte         | 1′ |
| Sesquialtera II  |    |
| Cymbel III       |    |
| Musette          | 8′ |
| Tremulant        |    |

| Pedal C–f1   |     |
| Subbaß       | 16′ |
| Prinzipalbaß | 8′  |
| Baßflöte     | 8′  |
| Rohrpommer   | 4′  |
| Posaune      | 8′  |

- Koppeln: II/I, I/P, II/P

## Seelsorger
Die Reihe der katholischen Priester von Arnstadt lautet:
- August Sagel, 1870–1874
- Franz Pottgütter, 1874–1899
- Eduard Goertz, 1899–1903
- Alfons Peters, 1903–1907
- Herinrich Fuest, 1907–1919
- Hermann Brusis, 1919–1929
- Karl Busch, 1929–1942
- Adolf Fleischmann, 1942–1977
- Wolfgang Teichert, 1977–2008
- Heiner Waldmann, 2008–2015
- Herbert Meyer, 2015–2022
- Jean-François Uwimana, seit 2022